# Лентварская ГЭС
Лентварская ГЭС (лит. Lentvario HE) — мини-гидроэлектростанция, располагающаяся на окраине города Лентварис в Литве. Вода в ГЭС поступает из искусственного канала, в 8,3 км от устья, и течёт в речку Сайде (лит. Saidė).

## История
Лентварская ГЭС была построена в 1949 году, является первой построенной в Литовской ССР гидроэлектростанцией. В оригинальную систему снабжения ГЭС вошли девять Тракайских озёр, соединённых между собой каналами. При строительстве ГЭС, в 1949 году, было построено два новых канала, некоторые старые были восстановлены. Летом 1953 года было построено ещё два канала, соединившие 5 озёр. В 1951 году была построена плотина, на которую затем и был установлен генератор. Вода в ГЭС поступала из искусственного канала, вытекала в речку Сайде.
Лентварская ГЭС функционировала до 1978 года.
В 1996 году научный сотрудник Литовского энергетического института Миндаугас Красаускас выкупил территорию и помещения ГЭС. По его заказу в мастерской по металлу в Лентварисе была изготовлена турбина с проектной мощностью 120 кВт, так как во время восстановления ГЭС в 1997 году турбина советской постройки, которую планировалось эксплуатировать, пропала. Для работы нового генератора не хватало воды, из-за чего мощность понизили до 65 кВт. Работа ГЭС была возобновлена 1 января 1998 года.

## Основные характеристики

### В период эксплуатации с 1949 по 1978 год
- Точных данных нет.

### В период эксплуатации с 1998 года по наст. вр.
- Тип генератора: пропеллерная;
- Мощность генератора: 65 кВт (0,065 МВт);
- Выработка электроэнергии в год, млн: 0,060 кВт•ч.

## Населённый пункт
В советское время некоторые хозяйственные субъекты учитывались как отдельные населённые пункты. Так было и с Лентварской ГЭС, которая с 1959 по 1989 год обозначалась как отдельный населённый пункт.

### Население
| 1959                           | 1970 | 1979 | 1989 |
| ------------------------------ | ---- | ---- | ---- |
| 0                              | 14   | 0    | 0    |
| Гистограмма динамики населения |      |      |      |

## Изображения

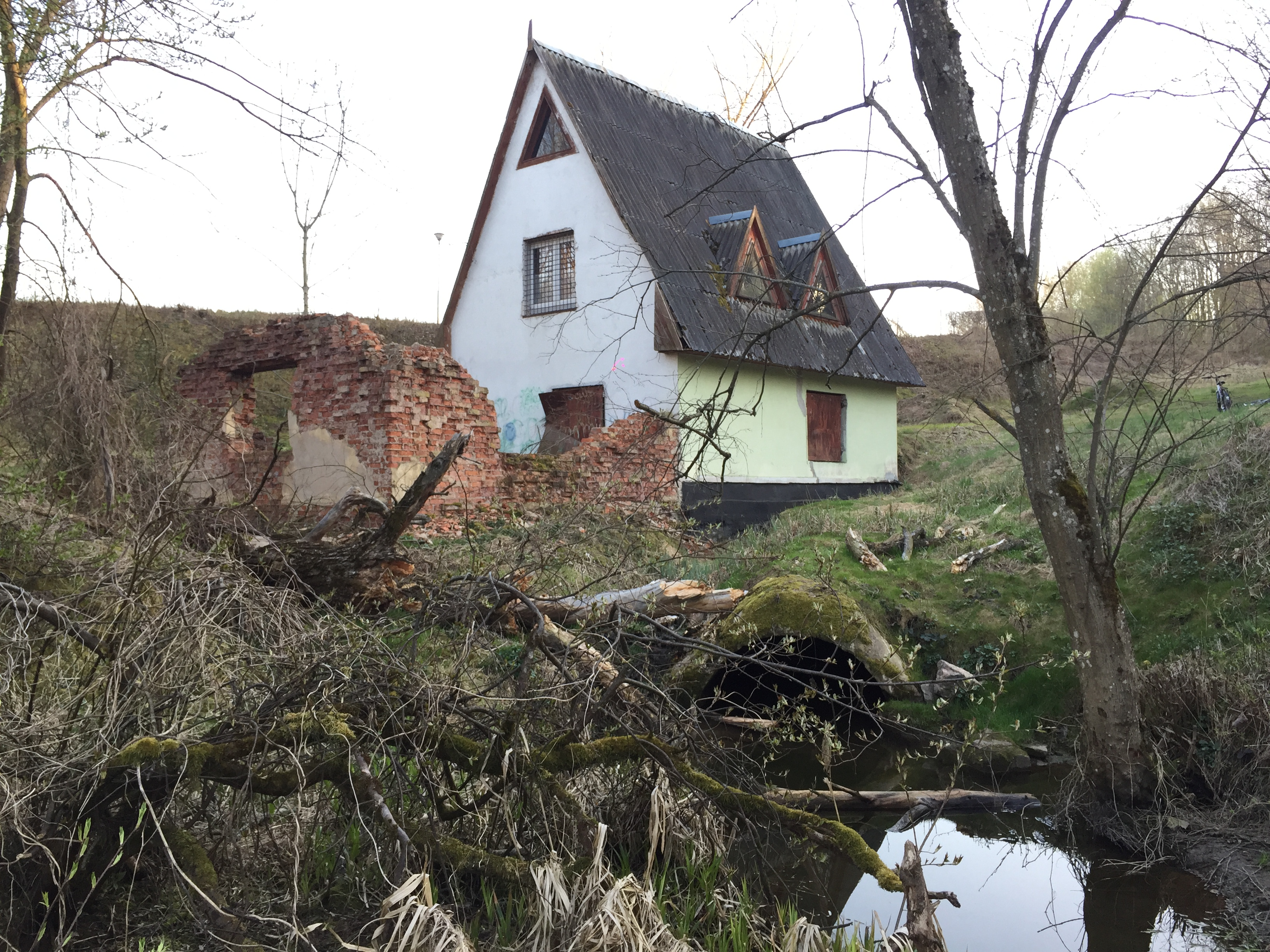
Вид на ГЭС сзади-справа. Внизу видна бетонная труба, через которую вода поступала к генератору. Также слева от здания видны развалины старого здания постройки 1949 года, которые небыли восстановлены в 1998 году.
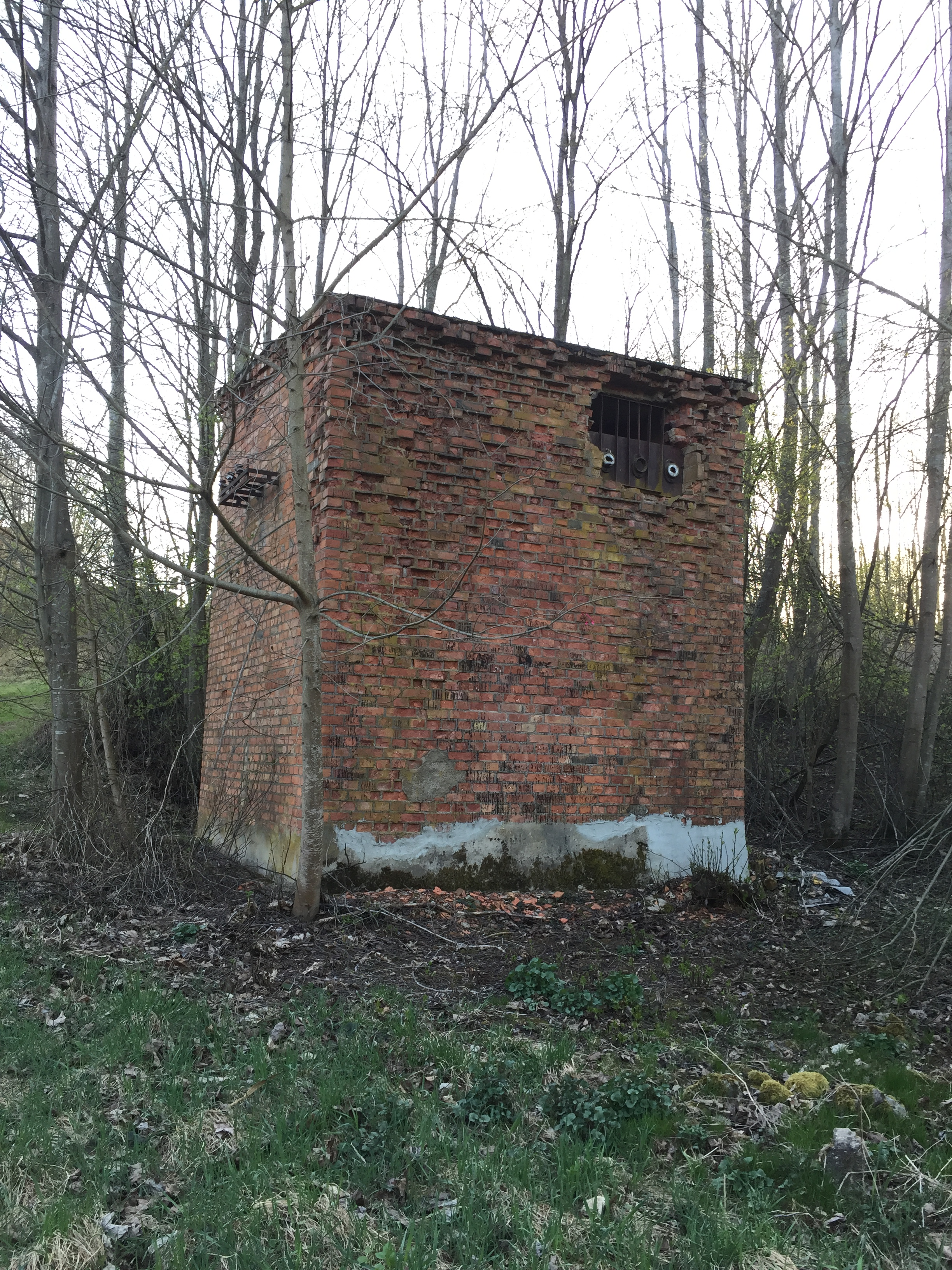
Постройка 1949 года, которая после 1978 г. не использовалась.
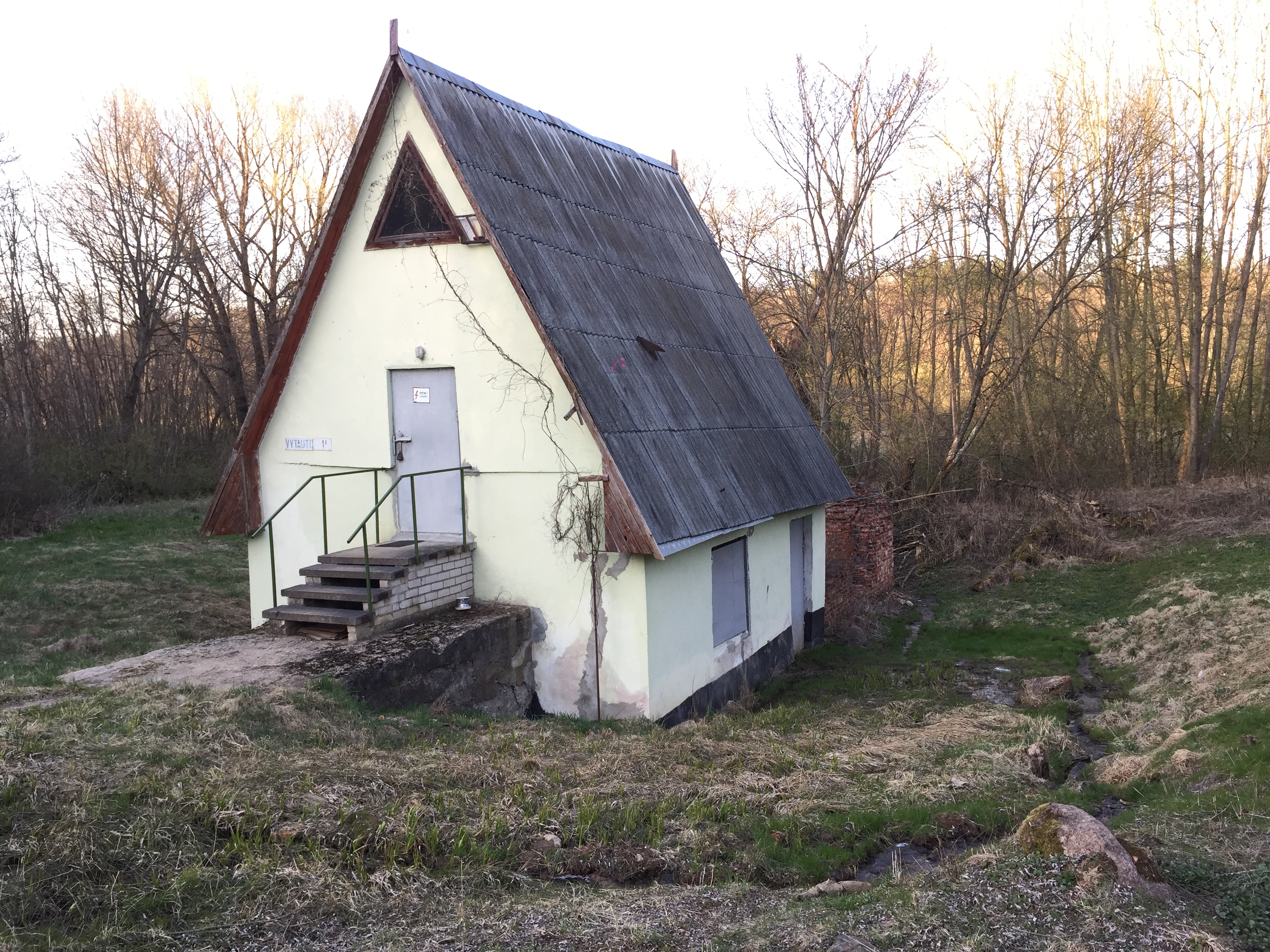
Основная постройка ГЭС. Справа виден небольшой ручей, который впоследствии проходит через генератор, далее вступая в речку Сайдес.
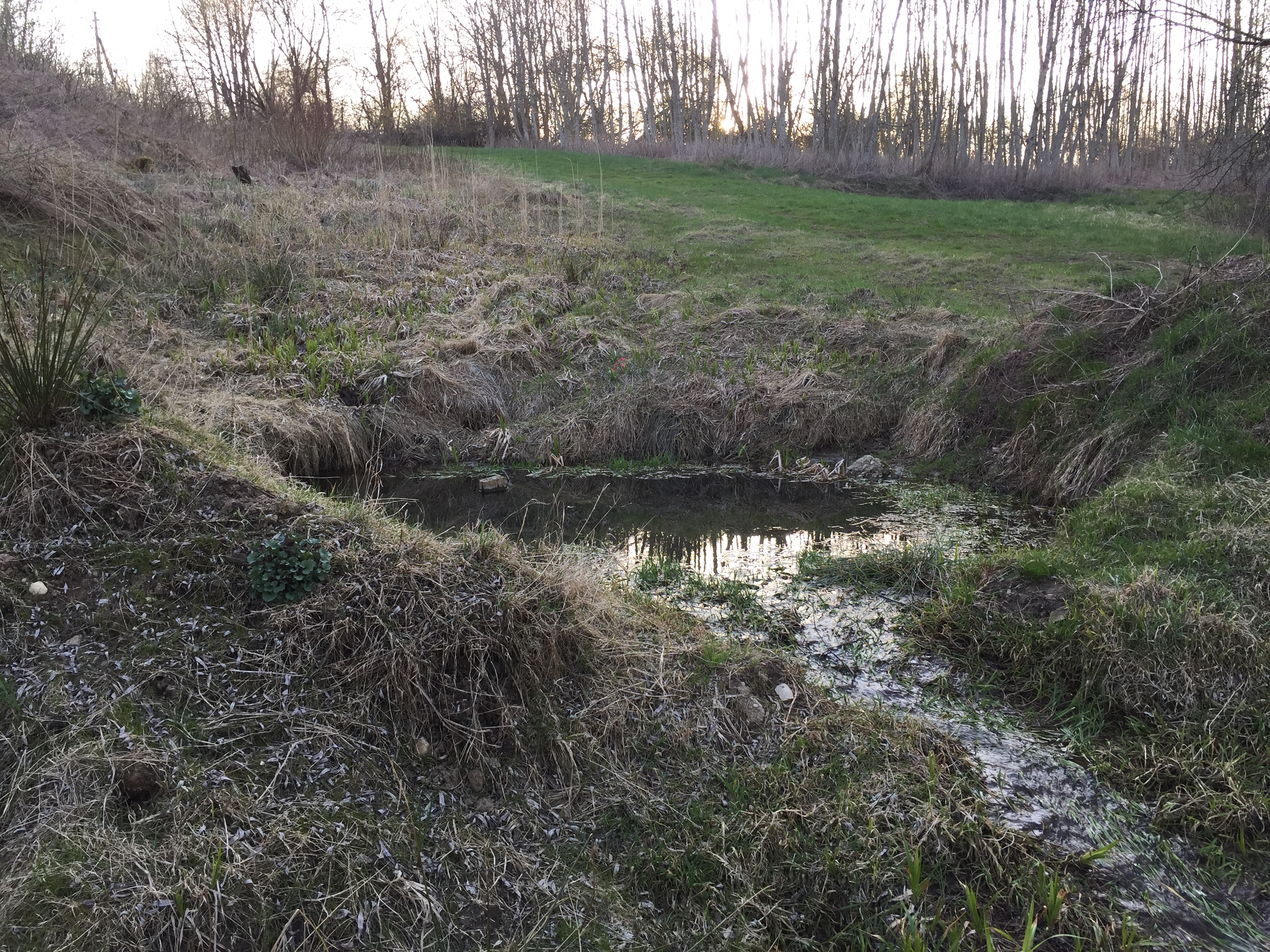
Вода в ГЭС поступает из искусственного канала, и, проходя генератор, поступает в реку Сайде
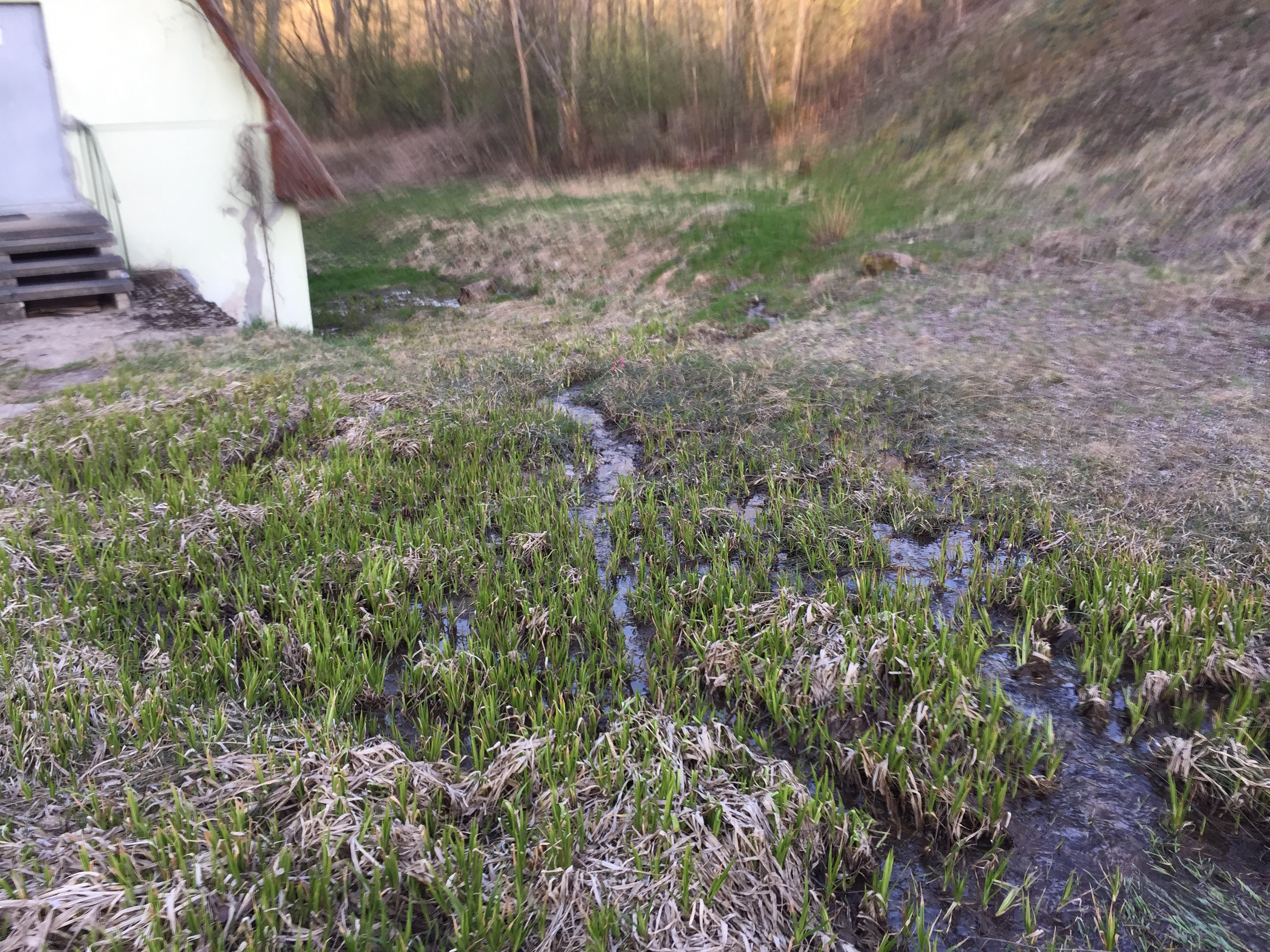
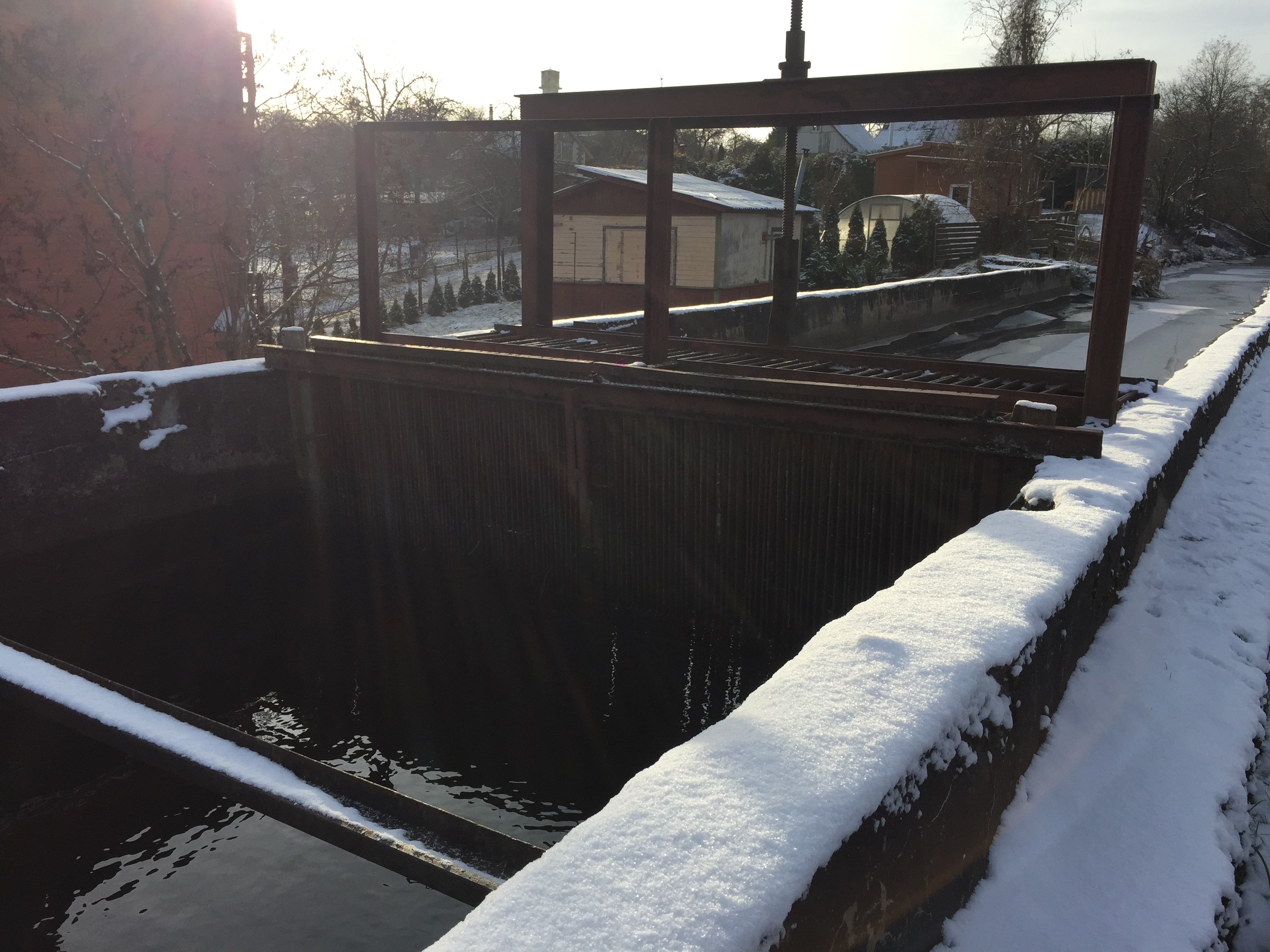
Заброшенная плотина
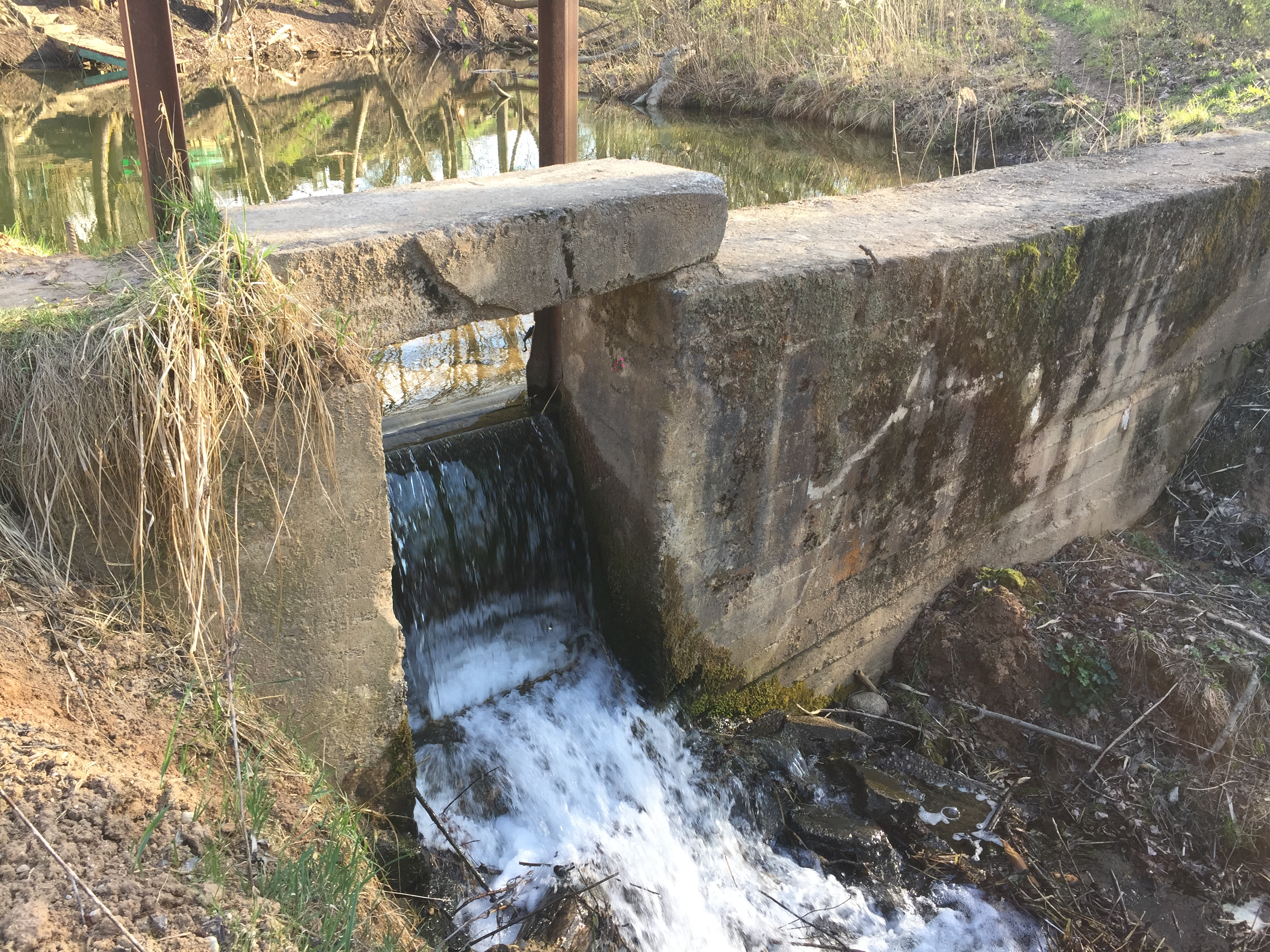
Вторая плотина Лентварской ГЭС, располагающаяся на реке Фабрико, которая направляла воду в сторону ГЭС
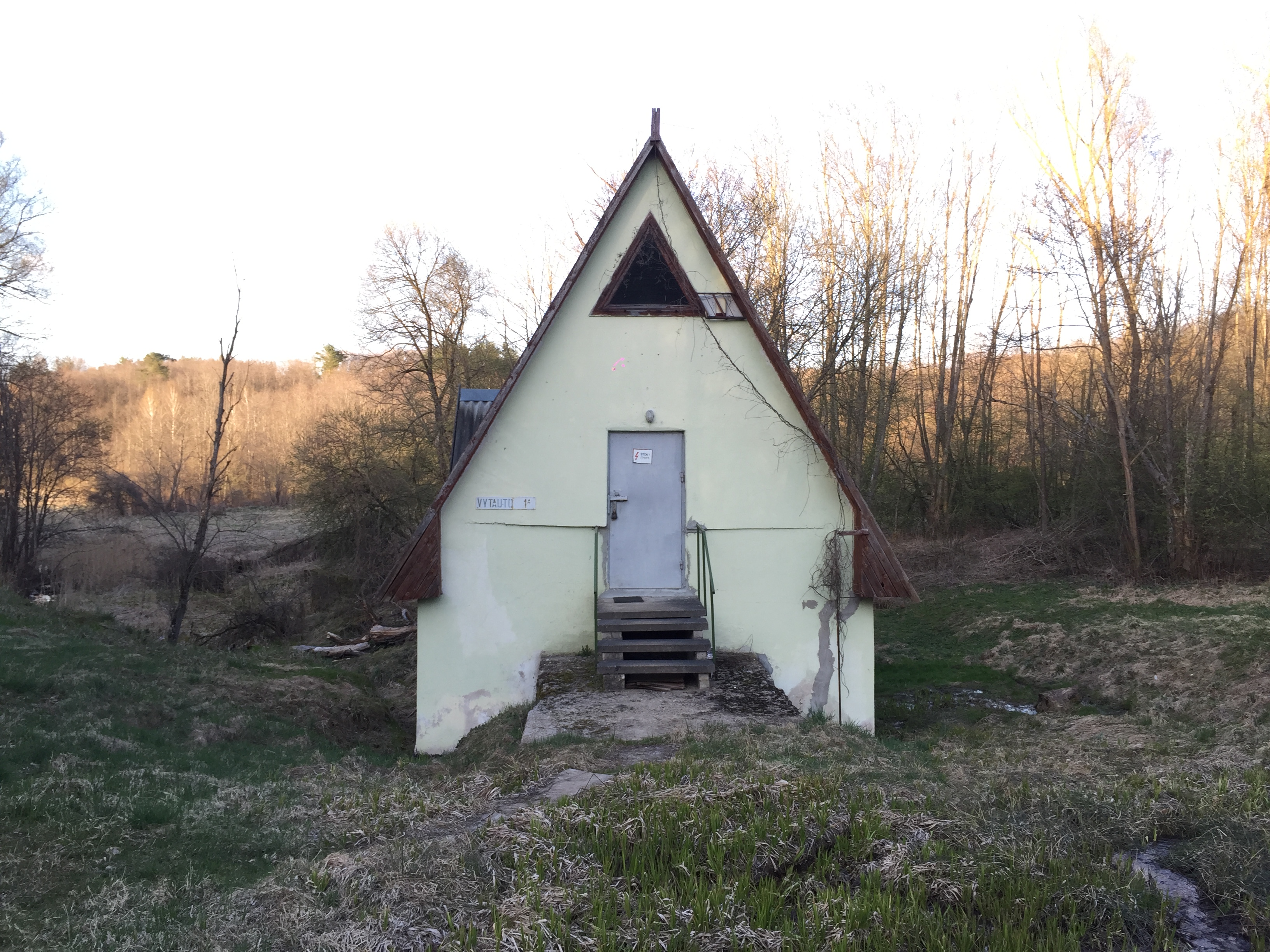
Фасад главного сооружения Лентварской ГЭС
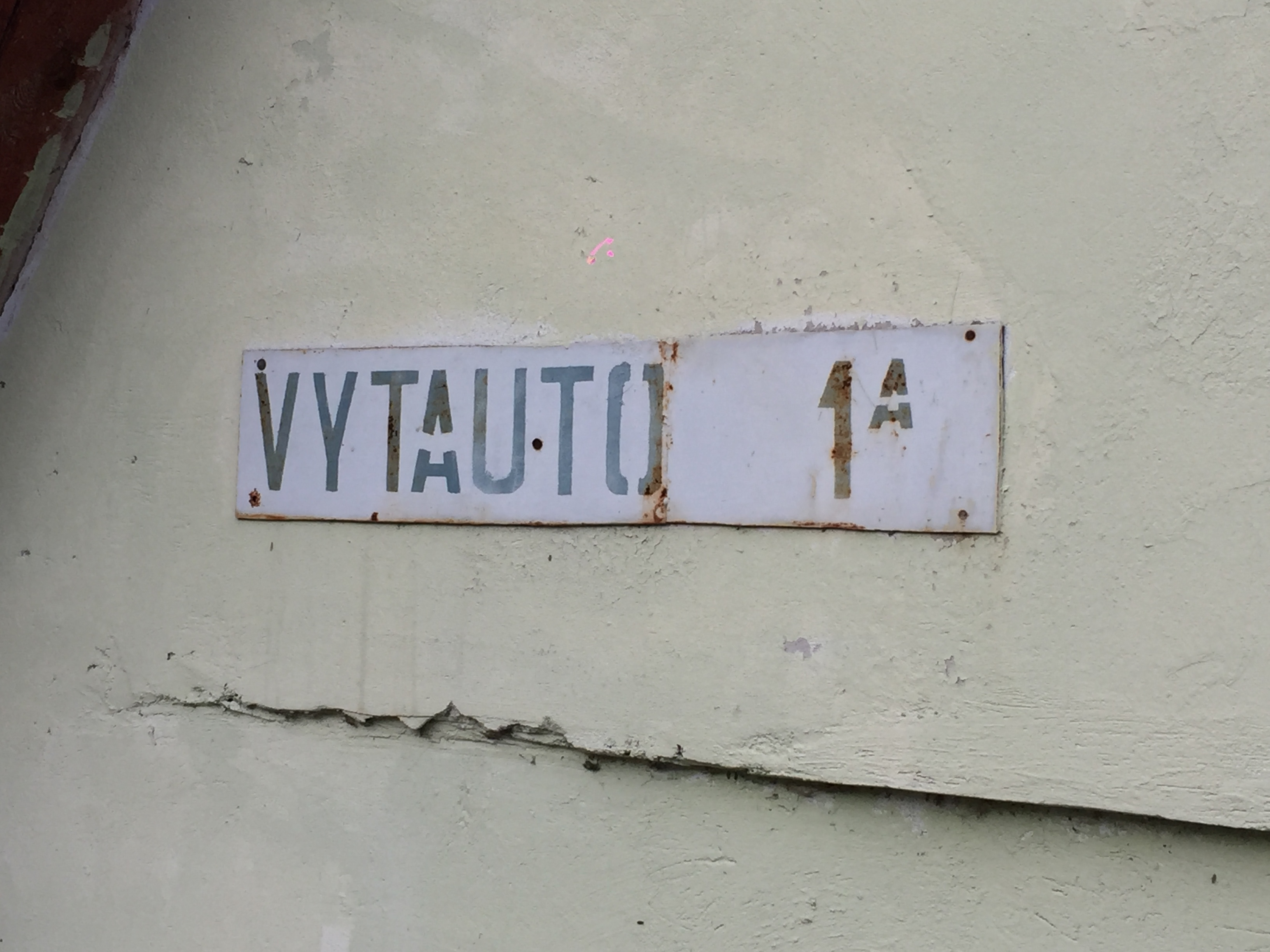
Адрес Лентварской ГЭС
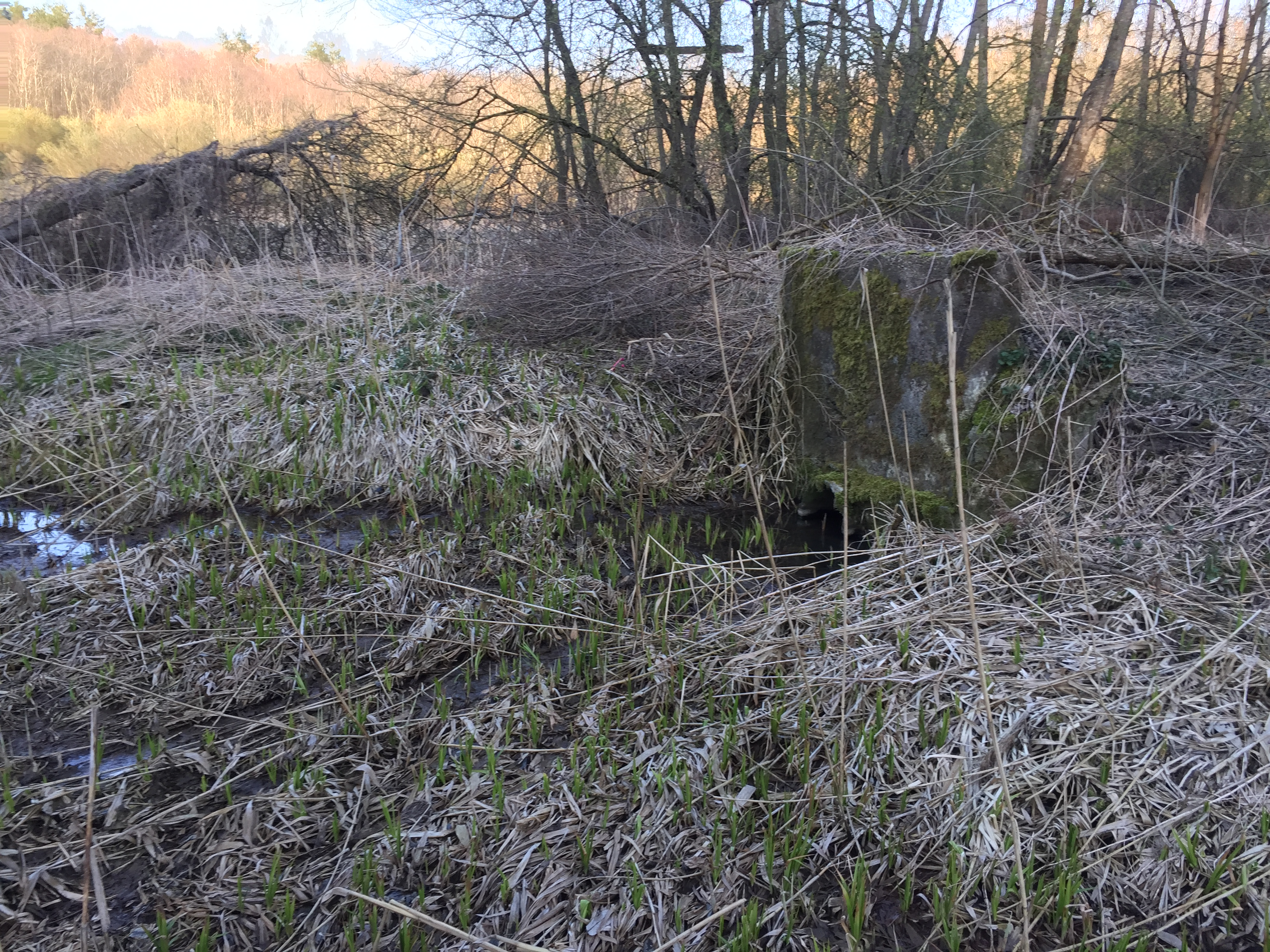
Обломки третьего сооружения Лентварской ГЭС
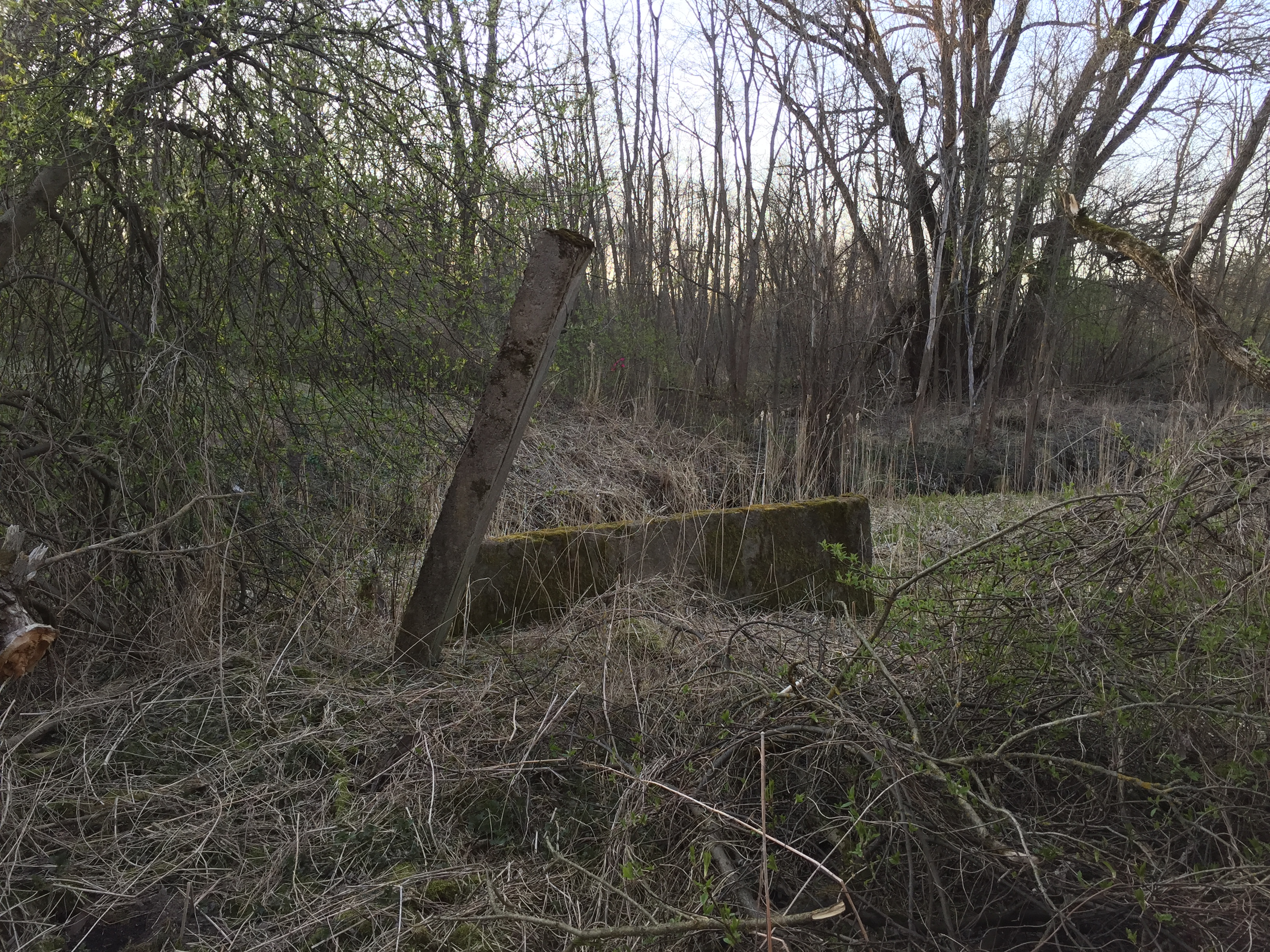
Обломки третьего сооружения Лентварской ГЭС
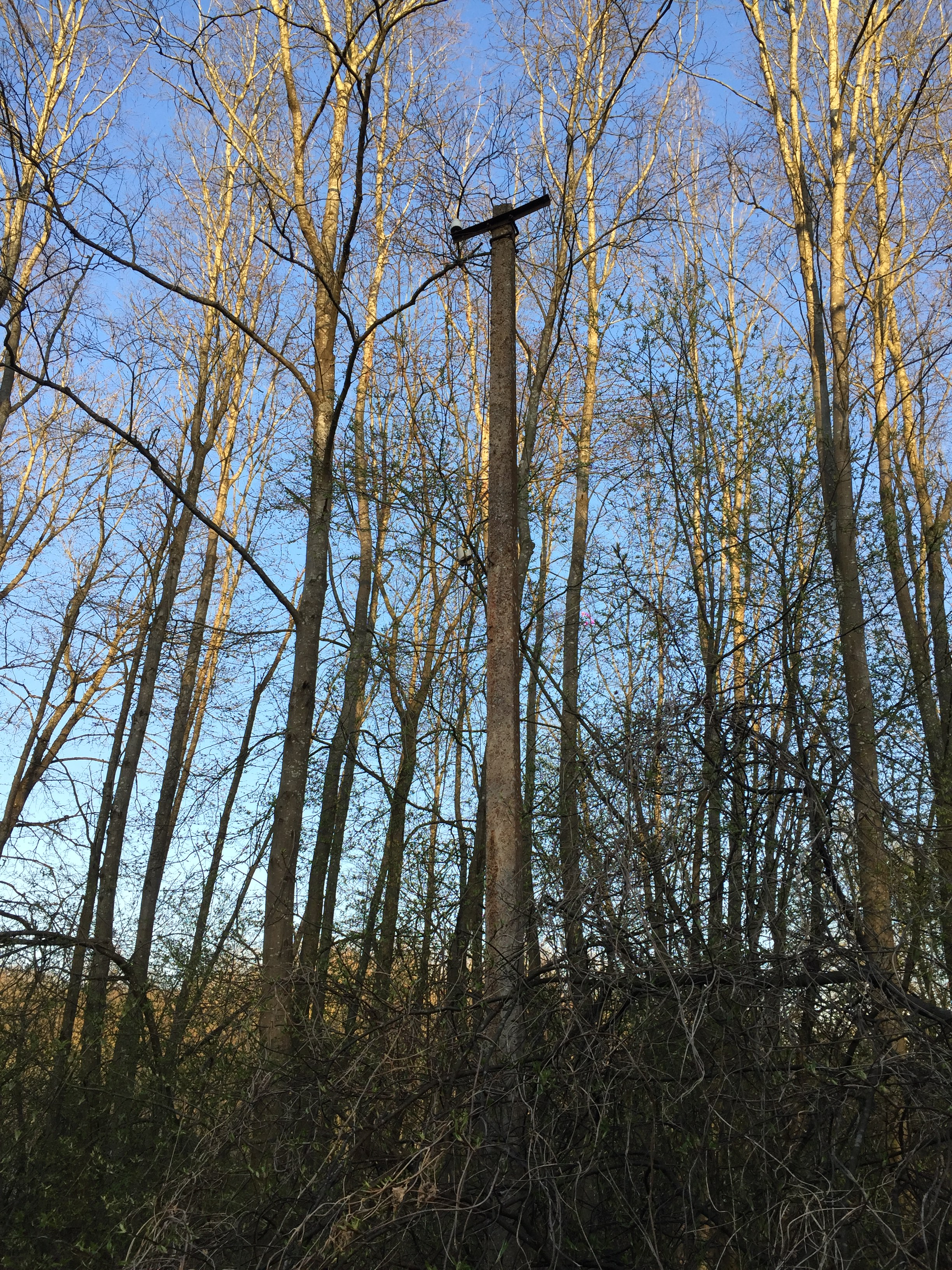
Бывшая линия электросети Лентварской ГЭС